# Leptocerina niveicornis
Leptocerina niveicornis là một loài Trichoptera trong họ Leptoceridae. Chúng phân bố ở vùng nhiệt đới châu Phi.